# Hans Habe
Hans Habe, właśc. Janos Békessy (ur. 12 lutego 1911 w Budapeszcie, zm. 29 września 1977 w Locarno) – austriacki, amerykański i niemiecki pisarz i dziennikarz. Używał pseudonimów literackich: Hans Habe, Antonio Corte, Frank Richard, Frederick Gert, John Richler, Hans Wolfgang i Robert Pilchowski.

## Życiorys

### Rodzina i młodość
Urodził się w Budapeszcie, w ówczesnym Królestwie Węgier wchodzącym w skład Austro-Węgier, w rodzinie Żydów węgierskich. Jego rodzice Imre Békessy i Bianca Marton byli pochodzenia żydowskiego, lecz przeszli na chrześcijaństwo. Po I wojnie światowej rodzina przeniosła się do Wiednia, gdzie jego ojciec pisał w latach 1923–1926 w tabloidzie Die Stunde (Godzina). W latach 1921–1929 Janos Békessy uczył się w gimnazjum Franciszka Józefa. Następnie studiował prawo i literaturę niemiecką w Heidelbergu, powrócił jednak wkrótce do Wiednia z powodu narastającego antysemityzmu w Niemczech.

### Dziennikarstwo przed wojną
W 1930 Janos Békessy rozpoczął pracę jako reporter w gazecie Wiener Sonn- und Montagspost, a w 1931 został redaktorem gazety Österreichische Abendzeitung (Austriackie Popołudniowa Gazeta), będąc w wieku 20 lat jednym z najmłodszych redaktorów prasy. W tym okresie ożenił się z Margit Bloch. Na początku 1934 przeniósł się do gazety Wiener Morgen (Wiedeński Poranek).
W latach 1935–1939 był korespondentem zagranicznym gazety Prager Tagblatt (Dziennik Praski), przebywając głównie w Genewie, gdzie zajmował się kwestiami związanymi z Ligą Narodów. Uczestniczył m.in. w konferencji w Évian w lipcu 1938, zajmującej się problemem żydowskich uchodźców z hitlerowskich Niemiec, którą konferencję opisał w powieści Misja (1965). W tym czasie ożenił się drugi raz z Eriką Levy, dziedziczką koncernu Tungsram.

### II wojna światowa
Po przyłączeniu Austrii przez Niemcy (Anschluss), Bekessy został pozbawiony obywatelstwa, a jego książki zakazane przez hitlerowskie władze. Wyemigrował wówczas do Francji, gdzie wstąpił do Legii Cudzoziemskiej. W 1940 trafił do niewoli, lecz następnie uciekł z obozu w Drancy i z pomocą francuskich przyjaciół zdołał przedostać się do USA, gdzie następnie uzyskał obywatelstwo amerykańskie. Ożenił się tam po raz trzeci z Eleanor Post Hutton, w 1942, z którą miał syna Anthony’ego Niklasa Habe. W 1942 został powołany do armii amerykańskiej. Szkolił się w zakresie walki psychologicznej w Military Intelligence Training Center w Camp Ritchie w stanie Maryland, po czym wyruszył w marcu 1943 na front do Afryki Północnej w składzie 1 Kompanii Ruchomej Propagandy Radiowej (1st Mobile Radio Broadcasting Company). Brał udział w desancie we Włoszech we wrześniu 1943 (operacja Avalanche). W 1944 został instruktorem walki psychologicznej w Camp Sharpe koło Gettysburga w USA. Jesienią 1944 wybrał grupę niemieckich pisarzy i dziennikarzy w celu przygotowania do publikowania w nowych gazetach w powojennych Niemczech.

### Dziennikarstwo w powojennych Niemczech
W 1945 Habe przeniósł się do Niemiec wraz z amerykańską armią okupacyjną. Do listopada 1945 utworzył 18 tytułów prasowych w amerykańskiej strefie okupacyjnej, po czym został redaktorem Neue Zeitung (Nowa Gazeta) w Monachium. W tym czasie po raz kolejny ożenił się, z aktorką Ali Ghito, a w 1948 po raz piąty, z aktorką Eloise Hardt, z którą miał córkę Marinę Elizabeth (ur. 1951, zm. 1968). W 1949 przeniósł się do gazety Münchner Illustrierte (Monachijska Ilustrowana), a w 1951 do Echo der Woche (Echo Tygodnia). W latach 1952–1953 redagował kolumnę Outside America (Poza Ameryką) w amerykańskiej Los Angeles Daily News. Po zakończeniu ukazywania się Echo der Woche w 1953 osiedlił się w Ascona w Szwajcarii i zajął się głównie powieściopisarstwem. W 1954 ożenił się po raz szósty, z węgierską aktorką Licci Balla.

## Twórczość
- Drei über die Grenze (1936)
- Eine Welt bricht zusammen (1937)
- Tödlicher Friede (1939)
- Zu spät? (1939)
- Kathrin oder der verlorene Frühling (1943)
- Wohin wir gehören (1946)
- Ob Tausend fallen (1947) (pol. wydanie Padło więcej niż tysiąc, 1963[1]) – wojenne doświadczenia z Legii Cudzoziemskiej
- The Black Earth (1952) (Czarna Ziemia)
- Ich stelle mich (1954) – powieść autobiograficzna
- Off limits (1955) (pol. wydanie Off limits, 1960[1]) – krytyka stosunków społeczno-politycznych w powojennej RFN
- Im Namen des Teufels (1956)
- Die Rote Sichel (1959)
- Ilona (1960)
- Die Tarnowska (1962, Countess Tarnovska)
- Tod in Texas (1964)
- Die Mission (1965) (Misja)
- Christoph und sein Vater (1966)
- Im Jahre Null (1966)
- Das Netz (1969)
- Wien, so wie es war (1969)
- Erfahrungen (1973)
- Palazzo (1975)
- Leben für den Journalismus (1976)
- Weg ins Dunkel (1977)
- Ungarischer Tanz
- Wie einst David

## Nagrody i odznaczenia
- 1942 Medal Jerozolimski
- 1945 Croix de guerre de Luxembourg (Krzyż Wojenny Luksemburga)
- 1972 nagroda Theodora Herzla (Theodor-Herzl-Preis)
- 1976 Großes Bundesverdienstkreuz der Bundesrepublik Deutschland (Wielki Krzyż Orderu Zasługi RFN)
- 1977 nagroda Konrada Adenauera (Konrad-Adenauer-Preis)